# Robert Marchand (cyclisme)
Pour les articles homonymes, voir Robert Marchand et Marchand.
Robert Marchand, né le 26 novembre 1911 à Amiens et mort le 22 mai 2021 à Mitry-Mory à l'âge de 109 ans, est un cycliste et centenaire français, connu pour la pratique de son sport et l'obtention de divers records à plus de 100 ans.

## Biographie

### Enfance
Fils de Louis Marchand et de Lucienne Décousu (1888-1979), ses années d'enfance, marquées par les affres du conflit qui éclate en 1914, sont malheureuses. La maison familiale se trouvant proche de la ligne de front pendant la Première Guerre mondiale, Robert Marchand est placé dans une ferme à Bourbon-l'Archambault dans le département de l'Allier où ses hôtes le font travailler en dépit de son jeune âge. Après l'Armistice, il rejoint ses parents à Fontenay-sous-Bois. Il quitte l'école à l'âge de 11 ans.

### Débuts sportifs
Avant de pratiquer le cyclisme, il s'essaie brièvement à la boxe avec son père mais, ce sport ne lui plaisant pas, il se met à la gymnastique et devient, en 1924, « champion de France de la Pyramide ». Il fait partie de l'équipe de gymnastique championne de France en 1933. En 1934, Robert Marchand exerce en tant que moniteur de gymnastique.
Il découvre le cyclisme et s'achète son premier vélo en 1925. Il remporte sa première course à Claye-Souilly, à quatorze ans, sous un faux nom car il fallait avoir au minimum quinze ans pour y participer.
En dépit d'un certain talent, il est jugé trop petit pour passer professionnel. Robert Marchand abandonne alors le cyclisme et ne reprend le vélo qu'en 1937, sur piste et sur route, mais dans une moindre mesure.

### Carrière professionnelle
Robert Marchand est pompier de Paris de 1932 à 1936, corps qu'il est contraint de quitter pour refus d'obéissance. Il part s'installer au Venezuela en 1947 et y exerce plusieurs métiers tels qu'éleveur de poulets, conducteur d'engins et planteur de canne à sucre.
Il revient en France de 1953 à 1957 puis part au Canada pour exercer le métier de bûcheron, qu'il trouve trop difficile. Il rentre de nouveau en France en 1960 où il exerce successivement les métiers de maraîcher, vendeur de chaussures puis marchand de vin. Il ne prend sa retraite qu'à l'âge de 89 ans.

### Retour au cyclisme
Robert Marchand achète un nouveau vélo et reprend sérieusement l'entraînement en 1978, à l'âge de 67 ans. Il court huit Bordeaux-Paris, quatre Paris-Roubaix, une Ronde picarde, trois Marmottes et douze Ardéchoise. Il a aussi rallié Paris à Moscou en 1992, à l'âge de 81 ans.
En 1999, il participe à sa première Ardéchoise à 88 ans. En 2011, sur cette même épreuve, il chute, avec Gérard Mistler, président de la course, en évitant un camion qui reculait, non loin d'Anneyron, sur le parcours de l'Ardèche Verte. Légèrement blessé, il est évacué ; en son honneur, le col du Marchand, à l'altitude de 911 m, adopte son nom.
Le 17 février 2012, au Centre mondial du cyclisme d'Aigle en Suisse, il établit, avec 24,1 km, le record de l'heure cycliste sur piste dans une catégorie spécialement créée pour lui par l’Union cycliste internationale (Master des plus de 100 ans),. Il est accompagné pour cet événement par ses deux entraîneurs, Robert Mistler et Magali Humbert l'ex-championne française médaillée aux championnats du monde sur piste.
Le 28 septembre 2012, Robert Marchand établit à Lyon le record des 100 kilomètres, en 4 h 17 min 27 s, à la moyenne de plus de 23 km/h, dans la catégorie des plus de 100 ans.
À l'aube de son 100e anniversaire, il fait son apparition dans l'émission de C'est pas sorcier consacrée à la longévité.
Le 31 janvier 2014, à 102 ans, il améliore un de ses records, sur le nouveau vélodrome de Saint-Quentin-en-Yvelines et sur un vélo Lapierre spécialement conçu pour l'occasion, en parcourant 26,927 km en une heure, une prouesse également saluée par la presse internationale,. Pour Véronique Billat, ancienne athlète de haut niveau et enseignante-chercheuse en physiologie, Robert Marchand a les capacités physiologiques et cardiaques d’un homme de 45 ans,,.
Robert Marchand est le parrain du Ch'ti Bike Tour 2014, dont le départ est donné le 31 août.
Le 26 novembre 2014, accompagné de ses amis, il grimpe le col qui porte son nom pour fêter ses 103 ans à l’issue d’une montée de 10 km avec 450 m de dénivelé en 56 min, un véritable exploit unique à cet âge, heureux et fier d’avoir bravé la pluie et le froid, à l’arrivée un brin essoufflé,. Le 26 novembre 2015, jour de ses 104 ans, il parcourt plus de 20 km d'une étape du Tour de France 2016, en Ardèche.
Pour son 105e anniversaire, le 26 novembre 2016 vers 16 h, il fait une sortie en compagnie d’une vingtaine de cyclos de son club. Un peloton à la tête duquel, à son rythme, il va parcourir très exactement 26,927 km autour de Mitry-Mory, en Seine-et-Marne.
Le 4 janvier 2017, sur le vélodrome national de Saint-Quentin-en-Yvelines, il réalise la meilleure performance mondiale dans l’heure en parcourant 22,547 km dans la catégorie « Master des plus de 105 ans » sur un vélo Origine. Cette catégorie d'âge dans la discipline a été spécialement créée pour lui. « J'aurais pu faire mieux », a lancé le centenaire à la fin de sa course. « Je n'ai pas vu la fiche des dix dernières minutes. Sinon je serais allé un peu plus vite ».
Après une petite baisse de forme, Robert Marchand devient, fin août 2017 à Albi, champion du monde de sa catégorie en parcourant 23 km en 55 min et 23 s.
Il prend sa retraite, annoncée le 9 janvier 2018, à l'âge de 106 ans sur les conseils de son médecin. Cependant, il reprend, de manière sporadique, le cyclisme, notamment le 11 février 2018 avec 4 000 m parcourus sur la piste du vélodrome de Saint-Quentin-en-Yvelines.
Ses performances ont été suivies par celle de Janet Augusto qui établit le premier record féminin de l'heure des plus de 80 ans le 30 septembre 2017, également à Saint-Quentin.
Robert Marchand remonte en selle le 26 octobre 2018, effectuant une heure de tours de piste au vélodrome de Saint-Quentin-en-Yvelines, après un entretien au cours duquel son ami et entraîneur annonce que cette épreuve « n'est pas un record » à établir. D'ailleurs, cette performance n'est pas homologuée par l'UCI, car elle n'a pas souhaité endosser de responsabilité en cas de problème physique dû au grand âge de Robert Marchand.
Le jour de ses 107 ans, le 26 novembre 2018, Robert Marchand parcourt près de vingt kilomètres à vélo entre Privas et le Pouzin, sur la voie douce de la Payre, située dans l'Ardèche, département de prédilection pour les épreuves sportives du cycliste.
Le 26 novembre 2020, jour de son dernier anniversaire, Robert Marchand avait écrit à Emmanuel Macron, une lettre dans laquelle il déclarait son amour pour le sport et pour l’Ardéchoise. Il aurait dû donner le départ de la course en 2020 mais elle avait été annulée en raison de la crise sanitaire liée à la pandémie de Covid-19 en France.

### Vie personnelle
Robert Marchand s'est marié en 1939 ; son épouse meurt en 1943.
Engagé en faveur du Front populaire dans les années 1930, il adhère à la CGT en 1926 puis au Parti communiste français (PCF) en 1962, dont il estime que « c'est le parti qui, à mes yeux, défendait le mieux la classe ouvrière et portait mes propres valeurs ». Il en demeure membre jusqu'à sa mort en 2021,.
Il a vécu jusqu'à la fin de ses jours à Mitry-Mory (Seine-et-Marne).

### Mort et hommages
Robert Marchand meurt dans la nuit du 21 au 22 mai 2021 à l'âge de 109 ans dans un Ehpad de la commune de Mitry-Mory (Seine-et-Marne) où il résidait, depuis 2020 à la suite de plusieurs chutes à son domicile et d'un affaiblissement après le premier confinement lié à la pandémie de Covid-19. Il continuait la pratique du vélo d'appartement. Sa mort déclenche de nombreuses réactions de la part de médias, de personnalités, de politiques et d'anonymes.
Ancien sapeur-pompier de Paris, un hommage lui a été rendu sur plusieurs réseaux sociaux des sapeurs-pompiers de Paris.
Le Premier ministre, Jean Castex, déclare : « La petite reine est veuve ».
Ses obsèques se déroulent le 28 mai 2021, à Mitry-Mory. Plus de 500 personnes assistent à la cérémonie. Plusieurs personnalités étaient présentes comme Philippe Martinez, Patrick Le Hyaric ou encore Pierre Laurent. En ultime hommage, les cyclistes du Cyclo Mitryens ont accompagné le cercueil.

## Décorations, distinctions et récompenses
- Médaille de la jeunesse, des sports et de l'engagement associatif, bronze

En 2009, il reçoit la médaille de la jeunesse et des sports des mains de Corinne Dupont, le maire communiste de sa commune Mitry-Mory après avoir refusé, par conviction politique, de la recevoir de la ministre UMP Roselyne Bachelot, lui-même étant depuis longtemps membre du Parti communiste français et syndiqué à la CGT,. À l'âge de 103 ans, il avait refusé aussi la Légion d'honneur proposée par l'ancienne ministre Michèle Delaunay.
Depuis 2011, un col porte son nom à Saint-Félicien, en Ardèche.
En 2012, il reçoit la médaille d'or de la Fédération française de cyclisme des mains du président, David Lappartient.
- Chevalier de l'ordre national du Mérite

En 2015, il reçoit l'ordre national du mérite à Mitry-Mory dans le département de Seine-et-Marne.
En 2016, il reçoit une médaille d'honneur de la confédération pour ses 90 ans de syndicalisme à la CGT.
En 2017, il reçoit la médaille de la ville de Montigny-le-Bretonneux des mains de Michel Laugier.
En 2017, une exposition permanente dans un gymnase est dédiée à Robert Marchand dans la ville de Mitry-Mory,.
En 2017, Tissot récompense le cycliste en offrant une montre.
En 2017, il est reçu à l'Élysée par François Hollande.
En 2018, il reçoit la médaille de la ville de Cambrai des mains de François-Xavier Villain.

## Télévision
- 2012 : Le Magazine de la santé
- 2012 : Vivement dimanche
- 2012 : C'est pas sorcier
- 2014 : L'Émission pour tous
- 2017 : C l'hebdo
- 2019 : Ça commence aujourd'hui